# بحيرة إيسيك كول
بحيرة إيسيك كول (بالقيرغيزية: Ысык-Көл)‏ (بالعربية: إيسك كول) (بالروسية: Иссык-Куль) (بالإنجليزية: Issyk-Kul)‏ هي بحيرة (حوض مغلق) جبلية تتبع مقاطعة إيسيك كول بالقرب من جبال تيان شان شمالي شرقي قيرغيزستان. وهي سابع أعمق بحيرة في العالم، وعاشر أكبر بحيرة في العالم من حيث الحجم وثاني أكبر بحيرة مالحة بعد بحر قزوين. إيسيك كول تعني «البحيرة الدافئة» باللغة القرغيزية، وعلى الرغم من كونها محاطة بقمم مغطاة بالثلوج، إلا أنها لا تتجمد أبدًا.
البحيرة مدرجة على قائمة اتفاقية رامسار، وتشكل جزءا من محمية المحيط الحيوي لإيسيك كول.

## الجغرافية

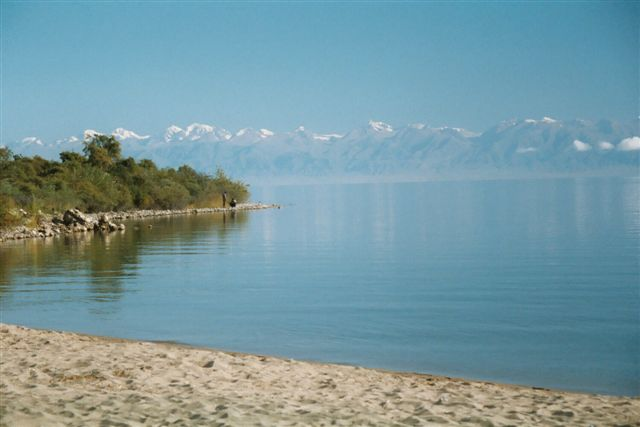
الشاطئ الجنوبي لبحيرة إيسيك كول

يبلغ طول بحيرة إيسيك كول (182 كيلومترًا) وعرضها (60 كيلومترًا)، كما تبلغ مساحتها حوالي (6,236 كيلومترًا مربعًا). وهي ثاني أكبر بحيرة جبلية في العالم بعد بحيرة تيتيكاكا في أمريكا الجنوبية. تقع البحيرة على ارتفاع (1,607 متر)، ويصل عمقها إلى (668 متر).
يتدفق ما يقرب من 118 نهرٍ وجدولٍ إلى البحيرة، وأكبرها نهري دجرلان وتياب. تتغذّى البحيرة من الينابيع، بما في ذلك العديد من الينابيع الحارة، وكذلك من ذوبان الجليد. لا يوجد في البحيرة مخارج للتيارات المائية، لكن بعض علماء الهيدرولوجيا يفترضون أن مياه البحيرة تتدفق عميقا تحت الأرض وصولا إلى نهر تشو. يحتوي قاع البحيرة على رواسب المونوهيدروكالسيت المعدنية.
يهيمن على الشاطئ الجنوبي للبحيرة سلسلة تيسكي ألا-تو الجميلة والوعرة من جبال تيان شان. وسلسلة جبال كونغوي ألا-تو من تيان شان تمتد بالتوازي مع الشاطئ الشمالي. تبلغ ملوحة مياه البحيرة حوالي 0.6٪ - مقارنة مع 3.5٪ ملوحة في مياه البحر النموذجية. وعلى الرغم من أن مستوى مياه البحيرة لا يزال حاليًا أعلى بنحو 8 أمتار مما كان عليه في العصور الوسطى، إلا أن مستوى مياه البحيرة الآن ينخفض حوالي 5 سنتيمترات سنويًا بسبب تحويل المياه.
إداريا، تقع البحيرة والأراضي المجاورة لها تحت إدارة مقاطعة إيسيك-كول في قيرغيزستان.

## السياحة
اشتهرت البحيرة كمنتجع عطلات خلال الحقبة السوفيتية، بوجود العديد من أماكن الاستجمام والفنادق الصغيرة ومنازل العطلات على طول شاطئها الشمالي، والتي يتركز العديد منها داخل وحول بلدة تشولبون أتا. مرّت هذه المنطقة بأوقات عصيبة بعد تفكك الاتحاد السوفييتي، وفي الوقت الحالي تم تجديد هذه المجمعات الفندقية وتوفير أماكن، وجرى توفير أماكن مبيت بسيطة لتوفير ما يُسمّى بتأجير السرير والإفطار لاستقبال جيل جديد من زوار الاستجمام والترفيه.
مدينة كاراكول هي المقر الإداري لمقاطعة إيسيك كول في قيرغيزستان. وتقع بالقرب من الطرف الشرقي من البحيرة، وتعتبر قاعدة جيدة للرحلات الاستكشافية إلى المنطقة المحيطة. تضم المدينة القديمة الصغيرة مسجداً خشبياً مثيرا للإعجاب، تم بناؤه بدون مسامير معدنية من قبل شعب الدونغان، وكنيسةً أرثوذكسية شرقية خشبيةً استخدمت كإسطبل خلال الحقبة السوفيتية.

## التاريخ
كانت بحيرة إيسيك كول محطة توقف على طريق الحرير، وهو طريق بري للمسافرين من الشرق الأقصى إلى أوروبا. في القرن السابع عشر، مر الباحث البوذي الصيني الراهب تشيونتسانغ بهذه البحيرة و دَوّن العديد من التفاصيل في سجلات تانغ العظمى عن المناطق الغربية. كانت البحيرة مملوكة لأسرة تشينغ الحاكمة وتم التنازل عنها لصالح روسيا- إلى جانب الأراضي المحيطة بها - بعد معاهدة تارباغاتاي. يعتقد العديد من المؤرخين أن البحيرة كانت منبع الموت الأسود (الطاعون الأسود) الذي ابتليت به أوروبا وآسيا خلال أوائل ومنتصف القرن الرابع عشر. سمح وضع البحيرة -كطريق بعيد للمسافرين- للطاعون بالانتشار عبر هذه القارات من خلال تجار القرون الوسطى الذين حملوا الهوام معهم دون علمهم.
مستوى البحيرة الحالي أعلى بحوالي 8 أمتار مما كانت عليه في العصور الوسطى. كما عثر الغوّاصون على بقايا مستوطنات مغمورة في مناطق ضحلة حول البحيرة. وفي كانون الأول من عام 2007، أصدر فريق من المؤرخين القيرغيزيين، بقيادة فلاديمير بلوسكيخ، نائب رئيس الأكاديمية القيرغيزية للعلوم، تقريرا يفيد بأن علماء الآثار اكتشفوا بقايا حضارة متقدمة يناهز عمرها 2500 سنة في قاع البحيرة.
تشير البيانات والقطع الأثرية التي تم الحصول عليها إلى أن المدينة القديمة كانت مدينة في عصرها. وتألّف الاكتشاف من جدران هائلة، يمتد بعضها لمسافة 500 متر وآثار مدينة كبيرة تبلغ مساحتها عدة كيلومترات مربعة.
وشملت النتائج الأخرى تلال الدفن السيثية التي تآكلت على مر القرون بفعل الأمواج، والعديد من القطع الأثرية المحفوظة بشكل جيد، بما في ذلك فؤوس حربية برونزية، ورؤوس الأسهم، والخناجر ذاتية الشحذ، والأشياء التي يتجاهلها الحدادون، وقوالب الصب، والمال. تم العثور أقدم القطع النقدية الموجودة في العالم تحت الماء، مع حلقات من الأسلاك الذهبية المستخدمة كفكة صغيرة، وقطعة ذهبية سداسية كبيرة. كما تم العثور على مرجل برونزي صنع على مستوى عال من الحرفية.
في عام 1916، تعرّض الدير في إيسيك كول لهجوم من قبل المتمردين القيرغيزيين، وقُتل سبعة رهبان.

## البيئة

### مناطق محمية بشكل خاص
تم إنشاء محمية إيسك كول الحكومية عام 1948 بهدف حماية الطبيعة والطيور المائية، وتعتبر محمية إيسيك كول أول محميةٍ طبيعيةٍ في قيرغيزستان، وأُدرجت على قائمة رامسار عام 1975. تأسّست محمية إيسيك كول للمحيط الحيوي داخل الحدود الإدارية لمقاطعة إيسيك كول بدعم من شبكة اليونسكو العالمية لمحميات المحيط الحيوي عام 2000 .

### الثروة السمكية
تضم البحيرة تنوعاً بيولوجياً كبيرا من الأسماك بما فيها المتوطنة، وأربعة من هذه التنوعات بما فيها المتوطنة تتعرض لخطر شديد يهدد بقائها. وكانت قد انخفضت عائدات الصيد بشكل ملحوظ بسبب الإفراط في الصيد وتواجد المفترسات الطبيعية التي تم جلبها إلى البحيرة (سمك الصندر وسمك السلمون المُرقّط) وعدم إعطاء الفرصة الكافية للبحيرة لإعادة بناء مخزوناتها الطبيعية من الأسماك عبر السماح للأسماك الصغير بالتفريخ والنمو.
ما لا يقل عن أربعة أنواع من الأسماك المتوطنة المستهدفة تجاريا مهددة بما فيه الكفاية لإدراجها في الكتاب الأحمر لجمهورية قيرغيزستان. ومن شبه المؤكد أن سبعة أنواع أخرى متوطنة مهددةً بالصيد العرضي أو تتأثر بشكل غير مباشر بنشاط الصيد والتغيرات في هيكل وتوازن أعداد الأسماك في البحيرة.
في سبعينيات القرن الماضي، تم إدخال سمك سلمون سيفان المرقط -الذي يعود أصل توطنه إلى بحيرة سيفان في أرمينيا- إلى بحيرة إيسيك كول. ومع كون هذه الأسماك من الأنواع المهددة بالانقراض في بحيرتها الأم، إلا أن فرصتها في البقاء أصبحت أعلى نسيبيا في بحيرة إيسيك كول، كونها طغت على الأنواع الأصلية فيها.

## أسطورة إبداعية
تشير أسطورة تعود لعصور ما قبل الإسلام أنه كان لملك الأوصون آذان حمار كان يخفيها ويأمر بقتل كل حلّاقيه لإخفاء سره. وفي يوم من الأيام باح أحد الحلاقين بالسر من خلال الصراخ به في بئر، لكنه لم يقم بتغطية البئر بعدها. ونتيجة لذلك، ارتفعت مياه الآبار وغمرت المملكة. المملكة اليوم تحت مياه بحيرة إيسيك كول. وكانت هذه هي آلية تشكل البحيرة وفقا للأسطورة. وتقول أساطير أخرى أن أربع مدن غرقت. وقد تمَّ العثور على مكتشفات أثرية كبيرة تشير إلى وجود حضارة متقدمة في العصور القديمة تقع تحت المياه الضحلة للبحيرة.

## مدن على ضفاف البحيرة
تم إدراج بعض المدن والقرى الواقعة حول البحيرة بحسب اتجاه دوران عقارب الساعة بدءا من الطرف الغربي للبحيرة:
- باليكتشي
- كوشكول
- تامشي
- شولبون آتا
- توب
- كاراكول
- بارسكوون

## مشاهير وأعلام
- توغلباي سيديكبيكوف، كاتب.